# بخش لیکینگ (لیکینگ کانتی، اوهایو)
بخش لیکینگ (به انگلیسی: Licking Township) یک منطقهٔ مسکونی در ایالات متحده آمریکا است که در شهرستان لیکینگ، اوهایو واقع شده‌است.
 بخش لیکینگ ۷۰٫۰ کیلومتر مربع مساحت و ۴٬۶۳۲ نفر جمعیت دارد و ۲۹۱ متر بالاتر از سطح دریا واقع شده‌است.